# Litauische Badmintonmeisterschaft 2015
Die Litauische Badmintonmeisterschaft 2015 fand vom 31. Januar bis zum 1. Februar 2015 in Klaipėda statt. Es war die 53. Austragung der nationalen Titelkämpfe von Litauen im Badminton.

## Medaillengewinner
| Disziplin    | Gold                                   | Silber                                  | Bronze                               |
| ------------ | -------------------------------------- | --------------------------------------- | ------------------------------------ |
| Herreneinzel | Kęstutis Navickas                      | Povilas Bartušis                        | Ramūnas Stapušaitis                  |
| Dameneinzel  | Akvilė Stapušaitytė                    | Gerda Voitechovskaja                    | Vytautė Fomkinaitė                   |
| Herrendoppel | Kęstutis Navickas Povilas Bartušis     | Alan Plavin Karolis Eimutaitis          | Ignas Reznikas Kazimieras Dauskurtas |
| Damendoppel  | Ligita Žukauskaitė Akvilė Stapušaitytė | Vytautė Fomkinaitė Gerda Voitechovskaja | Indrė Starevičiūtė Erika Noreikaitė  |
| Mixed        | Povilas Bartušis Vytautė Fomkinaitė    | Ramūnas Stapušaitis Akvilė Stapušaitytė | Karolis Eimutaitis Gabija Narvilaitė |